# Кук, Людо
Людовик «Людо» Кук (нидерл. Ludovic "Ludo" Coeck; 25 сентября 1955, Берхем — 9 октября 1985, Эдегем) — бельгийский футболист, игравший на позиции полузащитника. Был известен благодаря своим мощным дальним ударам.

## Биография

### Ранние годы
Родился в Антверпене. С детства занимался футболом, в 9 лет поступил в школу местного клуба «Берхем». Кумиром Людо был итальянец Джанни Ривера. Рослый, но техничный Кук быстро развивался и в начале 1970-х годов дебютировал в основном составе, появившись ещё и в молодёжной сборной Бельгии.

### «Берхем»
В сезоне 1971/1972 16-летний Людо Кук дебютировал в основном составе «Берхема», игравшего во Втором дивизионе, под руководством тренера Рика Коппенса. Игрок привлёк к себе внимание нескольких топ-клубов Бельгии, хотя отец настаивал, чтобы Людо не уезжал из родного города и продолжил выступления за основной состав. Однако летом 1972 года Констант ван ден Сток, президент «Андерлехта», убедил Людо покинуть «Берхем». Цена трансфера составила около 5 миллионов бельгийских франков, что эквивалентно примерно 120 тысячам евро.

### «Андерлехт»

#### Начало
17-летний Кук попал в команду, в которой играли Франсуа ван дер Эльст, Роб Ренсенбринк, Поль ван Химст, Уго Брос и Жильбер ван Бинст. Главный тренер Георг Кесслер выпустил Людо в ноябре 1972 года в основном составе в матче против «Стандарда» из Льежа. Спустя месяц Кук забил свой первый гол в матче против «Син-Трюйдена». В своём втором сезоне под руководством Урбана Бремса Людовик окончательно закрепился в составе, начав играть важную роль в команде. Он помог ей выиграть чемпионат Бельгии в том сезоне. Кук был довольно умным игроком, который хорошо умел читать игру и обладал отличной техникой удара. Его удары с левой ноги доставляли головную боль многим командам.

#### Успехи в еврокубках
В середине 1970-х годов Кук стал ведущим полузащитником «Андерлехта». При помощи Ари Хана он стал одним из мощных столпов полузащиты клуба, являясь одновременно плеймейкером. В 1976 году Кук вышел с командой в финал Кубка обладателей кубков УЕФА, в котором «Андерлехт» выиграл у «Вест Хэма» со счётом 4:2, но по истечении получаса игры Людо получил травму и был заменён.
С этого момента для Кука началась чёрная полоса: постоянно его начали преследовать травмы. Более того, он начал даже злоупотреблять алкоголем, из-за чего пропускал соревнования. Иногда он даже вступал в драки и получал ранения, однако продолжал выступать, несмотря на проблемы. Под руководством Раймона Готальса, которого он знал по работе с национальной сборной, Кук не боялся за своё место в команде. А в 1978 году ему снова покорился Кубок обладателей кубков УЕФА.

#### Череда травм
В 1979 году Кук получил серьёзную травму колена, и эксперты в один голос утверждали, что настал конец футбольной карьеры Людовика. Однако спустя девять месяцев Людовик вернулся в клуб и продолжил тренировки. В сентябре 1981 года его ждала ещё одна напасть: в одной из международных встреч против польского «Видзева» он получил очередную травму после подножки противника. Людо унесли на носилках с поля, и он снова должен был ждать месяцы до своего возвращения в строй. Всё больше он боялся того, что не вернётся на свой былой уровень. К концу подходил срок действия контракта с «Андерлехтом», и Людо предлагали перейти в «Льерс», заменив там Эрвина Ванденберга. Свой интерес проявляли «Кёльн» и «Гент». Однако Людо продлил контракт с клубом ещё на два сезона и отказался покидать команду, продолжив выступления после возвращения в строй. Спустя несколько месяцев Людо вошёл в число лучших футболистов Бельгии, однако в гонке за приз игрока года всё-таки не опередил Эрвина Ванденберга.

#### Кубок УЕФА
Тренер Томислав Ивич отправил Кука в защиту, и там Людо также приспособился. Вскоре после увольнения Ивича тренером стал знакомый Людовика Поль ван Химст, который выдвинул Кука обратно в полузащиту. Играя под номером 10, Людовик помог команде выйти в финал Кубка УЕФА 1982/1983 годов. Вместе со своим коллегой Хуаном Лозано Людовик прекрасно играл на фланге. В финале была побеждена «Бенфика», и в активе Людовика оказался и Кубок УЕФА.

### Путешествие в Италию
Долгое время ни один европейский клуб не мог купить Кука: это не позволяли совершить и травмы Людовика, и нежелание клубов отпускать игрока. Спустя несколько недель после финала Кубка УЕФА 1982/1983 его приобрёл миланский «Интер» за 45 миллионов бельгийских франков (1 миллион 125 тысяч евро). В Италии Кук играл часто против Эрика Геретса, выступавшего за «Милан». В ноябре 1982 года в матче за сборную Бельгии против Швейцарии Людо получил серьёзную травму и выбыл из обоймы клуба. Спустя год он отправился играть на правах аренды за «Асколи», но не восстановился до конца и не закрепился в клубе.

### В сборной
В сборной Людовик провёл 46 встреч и забил 4 гола. Играл на чемпионате мира 1982 года, где он отметился шикарным голом в ворота сборной Сальвадора, и на чемпионате Европы 1984 года. Однако ни на одном из этих турниров сборная Бельгии даже не зацепилась за награды. Некоторое время он был капитаном в сборной, как и в «Андерлехте».

### Гибель
Последний год своей жизни Людо провёл, играя за «Моленбек». 7 октября 1985 он возвращался после переговоров с клубом «Льерс», с которым ему удалось подписать соглашение. На трассе Антверпен-Брюссель близ города Румст автомобиль BMW Людовика попал в аварию: водитель не справился с управлением и врезался в ограждение. Пострадавшего срочно госпитализировали и отправили в клинику Университета Антверпена, однако не сумели спасти: 9 октября Людовик скончался.
В память о погибшем в Берхеме был переименован стадион клуба. Также в 1980-е и 1990-е в Антверпене проводился футбольный турнир памяти Людо Кука.

## Достижения
| Соревнование                  | Побед | Годы                      |
| ----------------------------- | ----- | ------------------------- |
| Чемпионат Бельгии             | 2     | 1973/74, 1980/81          |
| Кубок Бельгии                 | 3     | 1972/73, 1974/75, 1975/76 |
| Первенство Второго дивизиона  | 1     | 1971/72                   |
| Кубок обладателей кубков УЕФА | 2     | 1975/76, 1977/78          |
| Кубок УЕФА                    | 1     | 1982/83                   |
| Суперкубок Европы             | 2     | 1976, 1978                |
| Трофей Жюля Паппера           | 1     | 1977                      |